# Amtsgericht Baruth
Das Amtsgericht Baruth war ein Amtsgericht mit Sitz in Baruth/Mark, Provinz Brandenburg. Es bestand in Preußen und dem Land Brandenburg der SBZ bzw. DDR. 

## Geschichte
Baruth war bis 1849 Sitz des von Solmschen Justizamtes, einem Patrimonialgericht der Adelsfamilie Solms-Baruth für die Standesherrschaft Baruth. Ab 1849 bestand das Kreisgericht Jüterbog. Für dieses war in Baruth eine Zweigstelle (Gerichtskommission) eingerichtet. Übergeordnet war das Kammergericht als Appellationsgericht. Im Rahmen der Reichsjustizgesetze wurden diese Gerichte aufgehoben und reichsweit einheitlich Oberlandes-, Land- und Amtsgerichte gebildet. Das königlich preußische Amtsgericht Baruth wurde mit Wirkung zum 1. Oktober 1879 als eines von elf Amtsgerichten im Bezirk des Landgerichtes Potsdam im Bezirk des Kammergerichtes gebildet. Der Sitz des Gerichtes war die Stadt Baruth. Sein Gerichtsbezirk umfasste aus dem Landkreis Jüterbog-Luckenwalde den Stadtbezirk Baruth, die Amtsbezirke Paplitz und Radeland sowie der Gutsbezirk Damsdorf aus dem Amtsbezirk Gebersdorf und der Gemeindebezirk und Gutsbezirk Petkus aus dem Amtsbezirk Petkus. Am Gericht bestand 1880 eine Richterstelle. Das Amtsgericht war damit ein kleines Amtsgericht im Landgerichtsbezirk.
Nach dem Zweiten Weltkrieg wurde das Amtsgericht Baruth dem Landgericht Cottbus und von 1951 bis 1952 dem Landgericht
Potsdam zugeordnet. Mit Verordnung vom 21. März 1950 wurde das Amtsgericht Baruth aufgehoben und sein Sprengel dem Amtsgericht Luckenwalde zugeordnet. Zum 1. Juli 1951 wurde das Amtsgericht Baruth in eine Zweigstelle des Amtsgerichtes Luckenwalde umgewandelt. Im Jahre 1952 wurden in der DDR die Amtsgerichte abgeschafft und stattdessen Kreisgerichte gebildet. Baruth kam zum Kreis Zossen, zuständiges Gericht war damit das Kreisgericht Zossen. Das Amtsgericht Baruth wurde auch nach dem Zusammenbruch der DDR nicht neu errichtet.